# Всеобщие выборы в Замбии (2011)
Всеобщие выборы в Замбии проходили 20 сентября 2011 года. На них избирались президент, депутаты Национальной ассамблеи и представители местных органов власти. Майкл Сата от Патриотического фронта победил на президентских выборах, опередив действующего президента Рупиа Банду из Движения за многопартийную демократию, и 23 сентября был приведен к присяге. Патриотический фронт стал самой крупной партией в Национальной ассамблее, получив 60 из 148 мест, определённых в день выборов.

## Избирательная кампания
Действующий президент Рупиа Банда из правящего Движения за многопартийную демократию баллотировался на свой первый полный президентский срок после замены Леви Мванавасы, умершего в августе 2008 года.
Майкл Сата был кандидатом от Патриотического фронта, а Хакаинде Хичилема был кандидатом от Объединённой партии национального развития.
Поскольку к концу 2010 года китайские компании инвестировали в экономику Замбии 2 миллиарда долларов США, статус деловых связей Китая с Замбией, крупнейшим производителем меди в Африке, значительно вырос. В начале своей кампании Сата обвинил китайские горнодобывающие компании в рабских условиях труда и игнорировании стандартов безопасности и местных культурных традиций. Его прозвали «королевской коброй» из-за его резкой риторики, но позже он смягчил свою риторику против преимущественно китайских иностранных горнодобывающих компаний.

## Ход выборов
За два дня до официального объявления результатов Верховный суд запретил трём независимым СМИ публиковать предположения о результатах после того, как The Post опубликовала заголовок «Сата идёт к победе». В тот же день офис Банды также заявил, что такие отчёты являются «слухами», поскольку окончательный результат не известен. Задержка с объявлением результатов стала причиной беспорядков в Ндоле и Китве, где молодые люди столкнулись с полицией, а также сжигали автомобили и рынки. Кроме того, той ночью хакеры атаковали веб-сайт Избирательной комиссии и опубликовали ложные результаты, предполагающие, что Сата победил с огромным перевесом.
Наблюдатели за выборами от Европейского союза заявили, что выборы были «в целом хорошо организованы», но не было равного доступа к ресурсам, что привело к отсутствию «равных условий игры» в избирательной кампании. Они заявили, что государственные СМИ не выполнили «даже своих минимальных обязательств в качестве общественных СМИ».
Базирующийся в Замбии Фонд демократического процесса раскритиковал проведение выборов без избирательной реформы. Фонд обвинил отсутствие реформ в повторяющихся избирательном насилии и неспособности проигравших партий смириться с поражением. Хотя многие призывали к созданию системы голосования 50 % + 1 (то есть переход с относительного большинства на абсолютное) для избрания президента, правительство заявило, что новая система не будет использоваться для выборов.

## Результаты
23 сентября председатель Верховного суда Эрнест Сакала объявил Майкла Сату победителем выборов, набравшим после подсчёта 95,3 % бюллетеней 1 150 045 голосов, или 43 %. Банда получил 961 796 голосов, или 36,1 %. Позднее в тот же день Сата был приведён к присяге.

### Президентские выборы
| Кандидат                            | Кандидат                            | Партия                                                | Голоса    | %     |
| ----------------------------------- | ----------------------------------- | ----------------------------------------------------- | --------- | ----- |
|                                     | Майкл Сата                          | Патриотический фронт                                  | 1 170 966 | 42,85 |
|                                     | Рупия Банда                         | Движение за многопартийную демократию                 | 987 866   | 36,15 |
|                                     | Хакаинде Хичилема                   | Объединённая партия национального развития            | 506 763   | 18,54 |
|                                     | Чарльз Милупи                       | Альянс за демократию и развитие                       | 26 270    | 0,96  |
|                                     | Элиас Чипимо                        | Партия национального восстановления                   | 10 672    | 0,39  |
|                                     | Тилиенджи Каунда                    | Объединённая партия национальной независимости        | 9950      | 0,36  |
|                                     | Эдит Навакви                        | Форум за демократию и развитие                        | 6833      | 0,25  |
|                                     | Нганду Питер Маганде                | Национальное движение за прогресс                     | 6344      | 0,23  |
|                                     | Годфри Мийанда                      | Партия Наследие                                       | 4730      | 0,17  |
|                                     | Фредерик Мутеса                     | Замбийцы за расширение прав и возможностей и развития | 2268      | 0,08  |
| Всего                               | Всего                               | Всего                                                 | 2 732 662 | 100   |
| Действительных бюллетеней           | Действительных бюллетеней           | Действительных бюллетеней                             | 2 732 662 | 98,57 |
| Недействительных/пустых бюллетеней  | Недействительных/пустых бюллетеней  | Недействительных/пустых бюллетеней                    | 39 602    | 1,43  |
| Всего голосов                       | Всего голосов                       | Всего голосов                                         | 2 772 264 | 100   |
| Зарегистрированных избирателей/Явка | Зарегистрированных избирателей/Явка | Зарегистрированных избирателей/Явка                   | 5 167 154 | 53,65 |
| Источник: ECZ                       |                                     |                                                       |           |       |

### Выборы в Национальную ассамблею
Выборы в двух округах (Магойе и Наконде) были отложены из-за смерти кандидатов, а избранный член Чонгве (Джафен Мвакаломбе из Движения за многопартийную демократию) подал в отставку, прежде чем занял свое место. Дополнительные выборы на все три места были проведены 24 ноября 2011 года, при этом Патриотический фронт выиграл два места (Чонгве и Наконде), а Объединённая партия национального развития — одно (Магой).
|                                                   |                                                       |           |       |       |       |  |  |  |  |
| Партия                                            | Партия                                                | Голоса    | %     | Места | +/-   |  |  |  |  |
|                                                   | Патриотический фронт                                  | 1 037 108 | 38,42 | 60    | +17   |  |  |  |  |
|                                                   | Движение за многопартийную демократию                 | 902 619   | 33,44 | 55    | −17   |  |  |  |  |
|                                                   | Объединённая партия национального развития            | 464 527   | 17,21 | 28    | -     |  |  |  |  |
|                                                   | Форум за демократию и развитие                        | 33 057    | 1,22  | 1     | новая |  |  |  |  |
|                                                   | Форум за демократию и развитие                        | 20 243    | 0,75  | 1     | -     |  |  |  |  |
|                                                   | Объединённая партия национальной независимости        | 18 446    | 0,68  | 0     | -     |  |  |  |  |
|                                                   | Национальное движение за прогресс                     | 11 828    | 0,44  | 0     | новая |  |  |  |  |
|                                                   | Партия национального восстановления                   | 4688      | 0,17  | 0     | новая |  |  |  |  |
|                                                   | Замбийцы за расширение прав и возможностей и развития | 3059      | 0,11  | 0     | новая |  |  |  |  |
|                                                   | Партия нового поколения                               | 657       | 0,02  | 0     | 0     |  |  |  |  |
|                                                   | Национальная революционная партия                     | 505       | 0,02  | 0     | 0     |  |  |  |  |
|                                                   | Партия Наследие                                       | 485       | 0,02  | 0     | 0     |  |  |  |  |
|                                                   | Объединённая партия за демократию и развитие          | 308       | 0,01  | 0     | новая |  |  |  |  |
|                                                   | Национальная партия                                   | 193       | 0,01  | 0     | 0     |  |  |  |  |
|                                                   | Движение прямой демократии                            | 177       | 0,01  | 0     | 0     |  |  |  |  |
|                                                   | Консервативная партия                                 | 168       | 0,01  | 0     | новая |  |  |  |  |
|                                                   | Партия Всенародный конгресс                           | 139       | 0,01  | 0     | 0     |  |  |  |  |
|                                                   | Гражданская демократическая партия                    | 137       | 0,01  | 0     | 0     |  |  |  |  |
|                                                   | Объединённая либеральная партия                       | 131       | 0,00  | 0     | -3    |  |  |  |  |
|                                                   | Федеративная демократическая партия                   | 27        | 0,00  | 0     | 0     |  |  |  |  |
|                                                   | Независимые                                           | 201 089   | 7,45  | 3     | 0     |  |  |  |  |
|                                                   | Вакантные места                                       |           |       | 2     | 0     |  |  |  |  |
|                                                   | Назначаемые члены                                     |           |       | 8     | 0     |  |  |  |  |
|                                                   | Назначаемый спикер                                    |           |       | 1     | 0     |  |  |  |  |
| Всего                                             | Всего                                                 | 2 699 591 | 100   | 159   | 0     |  |  |  |  |
| Действительных бюллетеней                         | Действительных бюллетеней                             | 2 699 591 | 98,68 | -     | -     |  |  |  |  |
| Недействительных/пустых бюллетеней                | Недействительных/пустых бюллетеней                    | 36 132    | 1,32  | -     | -     |  |  |  |  |
| Всего голосов                                     | Всего голосов                                         | 2 735 723 | 100   | -     | -     |  |  |  |  |
| Зарегистрированных избирателей / Явка             | Зарегистрированных избирателей / Явка                 | 5 101 312 | 53,63 | -     | -     |  |  |  |  |
| Источники: ECZ (голоса), ECZ (распределение мест) |                                                       |           |       |       |       |  |  |  |  |